# Rotstein
Rotstein (górnołuż. Hrodźišćo, 455 m n.p.m.) – najwyższy wzniesienie na Płaskowyżu Budziszyńskim (niem.  Oberlausitzer Gefilde) w Sudetach Zachodnich, w południowo-wschodniej części Niemiec w Saksonii.

## Położenie
Wzniesienie położone, na Płaskowyżu Budziszyńskim, około 1,7 km na południowy zachód od centrum miejscowości Sohland am Rotstein i 2,7  km na północny wschód od miejscowości Rosenbach. Wzniesienie otaczają miejscowości Bischdorf, Dolgowitz, Sohland am Rotstein, Zoblitz i Rosenhain.

## Fizjografia

Masyw Rotstein

Wzniesienie w kształcie rogala o nieregularnych zboczach z dobrze wykształconym szczytem. Charakteryzuje się nieregularnym ukształtowaniem z wyraźnie podkreślonymi dość stromo opadającymi do dolin rzecznych zboczami. Wschodnie zbocze dość stromo opada w stronę miejscowości Sohland am Rotstein do doliny rzeki (Schwarzer Schöps), położonej ponad 180 metrów poniżej szczytu. Północno-zachodnie zbocze pasem grzbietowym opada w stronę niższego wzniesienia Hengstberg (421), od którego oddzielone niewielkim siodłem. Zachodnie zbocze dość stromo opada do niewielkiej doliny i przechodzi we wschodnie zbocze niższego wzniesienia (Georgenberg 396 m n.p.m.). Na południowo-wschodnim krańcu wzniesienia Rotstein znajdują się pozostałości podwójnych murów fortyfikacji z przełomu okresu późno słowiańskiego - wczesnoniemieckiego. Na zalesionym szczycie znajduje się 21-metrowa wieża widokowa o metalowej konstrukcji, hotel górski "Berghotel Rotstein" wybudowany w 1872 r., oraz szczątki małej kaplicy z XI wieku. Na północno-wschodnim zboczu poniżej szczytu okazała skałka "Teufelsstein" (pol. Diabelski kamień) oraz obelisk upamiętniający poległych w I wojnie światowej. Zbocza wzniesienia trawersują liczne leśne drogi i ścieżki. Wzniesienie wyraźnie wydzielają wykształcone doliny a od pobliskich wzniesień oddzielone jest niewielkimi siodłami. Położenie wzniesienia, kształt i wyraźnie podkreślona część szczytowa z wieżą widokową czynią wzniesienie rozpoznawalnym w terenie.

## Budowa geologiczna
Wzniesienie zbudowane z granodiorytu zwanego granodiorytem łużyckim powstało w orogenezie alpejskiej, wraz z wypiętrzeniem Alp zostało wyniesione powyżej. Ostateczne uformowanie wzniesienia nastąpiło w okresie ostatnich zlodowaceń. Lodowiec ściął stożkowe wierzchołki góry i uformował zbocza. Zbocza wzniesienia pokrywa niewielkiej grubości warstwa młodszych osadów glin, żwirów, piasków i lessów z okresu zlodowaceń plejstoceńskich i osadów powstałych w chłodnym, peryglacjalnym klimacie.

## Zagospodarowanie

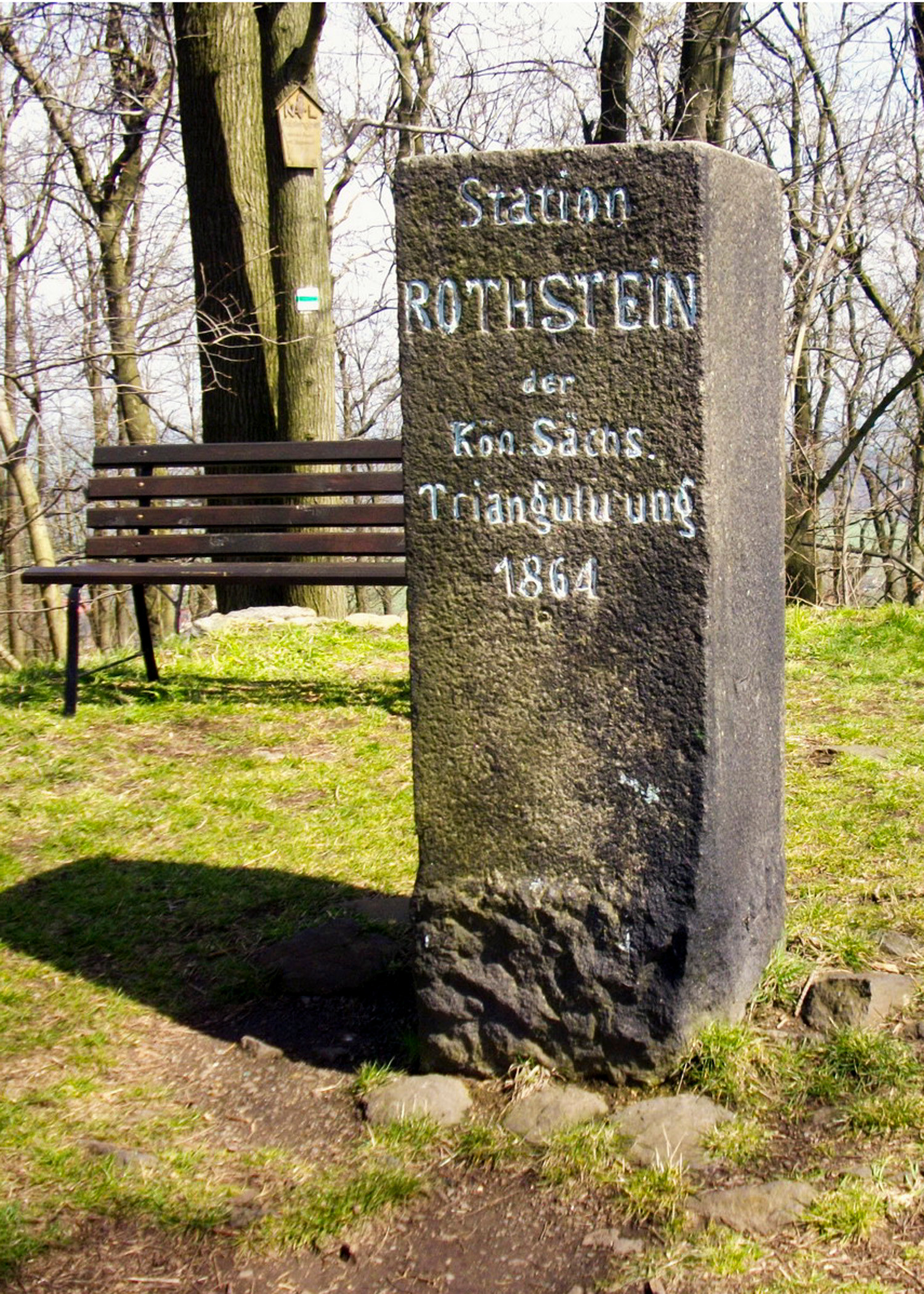
Punkt geodezyjny

Na szczycie znajduje się 21-metrowa wieża widokowa o metalowej konstrukcji, wybudowana w 2000 r., hotel górski "Berghotel Rotstein" wybudowany w 1872 r., szczątki małej kaplicy z XI wieku oraz parking. Północno-zachodnim zboczem na szczyt prowadzi droga z miejscowości Dolgowitz. Zbocza wzniesienia położone poniżej poz 320 m n.p.m. zajmują łąki i pola uprawne.
Północnym podnóżem przebiega szlak kolejowy. Zboczami wzniesienia przebiegają leśne drogi i ścieżki.

## Przyroda

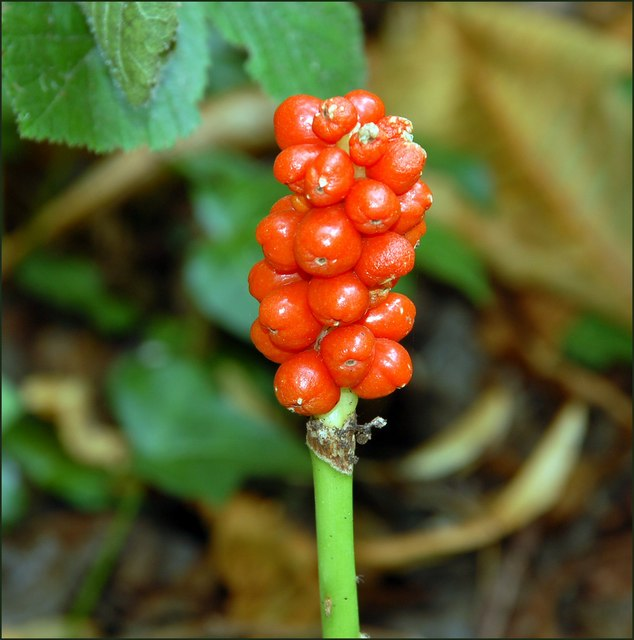
Obrazek plamisty

Całe wzniesienie porasta las mieszany. Na wzniesieniu Rotstein mieści się najstarszy w Saksonii rezerwat przyrody założony w 1912r., chroniący rzadkie gatunki roślin. Rotstein pod względem przyrody uważane jest za najbardziej bogatą gatunkowo górę Górnych Łużyc. Występuje tutaj m.in. obrazek plamisty (Arum maculatum).

## Inne
- Wschodnim podnóżem wzniesienia około 3,0 km. od szczytu przebiegała w przeszłości granica Królestw Prus i Saksonii KP/KS – ( niem. Königreich Preußen / Königreich Sachsen Grenze). Do obecnych czasów zachowały się historyczne słupy graniczne[4].
- W latach 1862–1890 przeprowadzono triangulację Saksonii (niem. Royal Saxon). W 1864 r. na szczycie wzniesienia założono punkt osnowy geodezyjnej) drugiego rzędu nr 42. W tym celu na osadzono kamienny obelisk, na którym umieszczono napis: ”Station Rothstein der Kön: Sächs: Triangulirung 1864” pol. Stacja Rotstein Triangulacji Królestwa Saksonii – 1864.
- Masyw, w którym wznosi się Rotstein nosi nazwę Rotstein, tworzą go trzy wzniesienia: Rotstein (455 m), Hengstberg (421 m), Georgenberg (396 m).

## Turystyka
Na szczyt prowadzi droga oraz szlaki turystyczne.
- zielony
- czerwony
- niebieski
- Na szczycie znajduje się: wieża widokowa, hotel górski z parkingiem a na zboczu północnym i południowym w bliskiej odległości od szczytu znajdują się punkty widokowe.

Wzniesienie zaliczane do Korony Sudetów Niemieckich